# Brussels Barbarians
De Brussels Barbarians Rugby Football Club is een Belgische Rugby Union club. De club werd opgericht in 1968 en heeft zowel een heren- als vrouwenafdeling. De mannen spelen hun wedstrijden tussen september en mei op zondagmiddag. Het 2e team speelt in de Vlaamse 2e Divisie.
De thuiswedstrijden vinden plaats op de rugbyterreinen van Tervuren, maar het clubhuis bevindt zich in Brussel nabij het Schumanplein. Brussels Barbarians werd in 1985 kampioen en won in de jaren 1972, 1974, en 1982 de nationale beker.

## Erelijst
- Kampioen van België: 1985
- Bekerwinnaar: 1972,74,82, finalist in 2005
- Kampioen 2de divisie: 1984